# Hada aplectoides
Hada aplectoides là một loài bướm đêm trong họ Noctuidae.